# Helen Kleeb
Helen Kleeb est une actrice américaine, née le 6 janvier 1907 à South Bend (Washington) et morte le 28 décembre 2003  à Los Angeles.

## Filmographie partielle
- 1954 : Le Secret magnifique de Douglas Sirk
- 1956 : Demain est un autre jour de Douglas Sirk
- 1956 : 24 Heures de terreur d'Harmon Jones
- 1964 : Sept Jours en mai de John Frankenheimer
- 1964 : Une vierge sur canapé de Richard Quine
- 1965 : Sur la piste de la grande caravane de John Sturges
- 1966 : Frankenstein et les Faux-monnayeurs d'Earl Bellamy
- 1966 : La Grande Combine de Billy Wilder
- 1968 : El Gringo (Blue) de Silvio Narizzano et Yakima Canutt
- 1969 : La Party (The Party) de Blake Edwards
- 1970 : Colère noire de Paul Bogart
- 1982 : La Cage aux poules de Colin Higgins

## Télévision
- 1959 : Au nom de la loi (Wanted Dead or Alive) , saison 2 épisode 2 (La Guérisseuse/The healing woman) : Mag Blake